# Marian Banyś
Marian Banyś (ur. 15 września 1914 w Glanowie, zm. 29 czerwca 1999 we Wrocławiu) – polski lekarz, wieloletni ordynator oddziału chirurgii w szpitalu Ministerstwa Spraw Wewnętrznych we Wrocławiu, założyciel jednej z pierwszych spółdzielni lekarskich w Polsce.

## Życiorys
Marian Banyś urodził się 15 września 1914 jako czwarte z ośmiorga dzieci. Po ukończeniu szkoły podstawowej w Glanowie oraz gimnazjum w Olkuszu uzyskał maturę i w 1934 roku został przyjęty na Wydział Lekarski Uniwersytetu Jagiellońskiego w Krakowie. Ostatnie egzaminy zaliczył w okresie wojny na Uniwersytecie Jana Kazimierza we Lwowie w 1943 roku. Dyplom nostryfikował na Uniwersytecie Jagiellońskim w 1946 roku. W latach 1939–1943 pracował w Szpitalu Św. Łazarza w Krakowie, a następnie do 1944 roku w Szpitalu Ubezpieczalni Społecznej w Warszawie. W czasie Powstania Warszawskiego wywieziony przez okupanta do obozu w Pruszkowie, gdzie pracował jako lekarz Polskiego Czerwonego Krzyża. Po ucieczce prowadził do końca wojny gabinet lekarski w klasztorze w Imbramowicach. Po wojnie pracował w szpitalu w Chorzowie, a następnie jako lekarz pułkowy w Olsztynie. Kolejno był dyrektorem szpitala w Wieleniu i szpitala oo. Bonifratrów we Wrocławiu. Od 1951 roku do przejścia na emeryturę w 1979 roku Ordynator Oddziału Chirurgicznego szpitala Ministerstwa Spraw Wewnętrznych we Wrocławiu. 
Specjalista chirurgii II-go stopnia, doktor nauk medycznych, ogłosił drukiem około 40 prac naukowych. W 1957 roku został wybrany na członka komisji rewizyjnej nowo utworzonego Stowarzyszenia Lekarzy Dolnośląskich. Wieloletni działacz Polskiego Towarzystwa Lekarskiego, Polskiego Towarzystwa Ortopedycznego oraz Towarzystwa Chirurgów Polskich, w którego zarządzie oddziału wrocławskiego pracował kilkadziesiąt lat. Od 1979 roku członek honorowy Towarzystwa Chirurgów Polskich. Do ostatnich dni czynny zawodowo w przychodni lekarskiej VITA. 
Od 1948 roku do śmierci żonaty z Natalią Sabiną Banyś. Brat Kazimierza Banysia, profesora, konstruktora maszyn budowlanych, stryj Stanisława Witka, profesora chemii.

## Odznaczenia i wyróżnienia
- Krzyż Kawalerski i Oficerski Orderu Odrodzenia Polski
- Złoty Krzyż Zasługi[13]